# Stary Józefów, Distrito de Radomsko
Stary Józefów [ˈEstrellaɨ juˈzɛfuf] es un pueblo ubicado en el distrito administrativo de Gmina Przedbórz, dentro del Distrito de Radomsko, Voivodato de Łódź, en Polonia central. Se encuentra aproximadamente a 13 kilómetros al noreste de Przedbórz, a 38 kilómetros al este de Radomsko, y a 76 kilómetros al sureste de la capital regional Lodz.